# Trzebieszewo (gmina)
Trzebieszewo (do 1946 Trzebieszów) – dawna gmina wiejska istniejąca w latach 1945–1954 w woj. szczecińskim (dzisiejsze woj. zachodniopomorskie). Siedzibą władz gminy było Trzebieszewo.
Gmina o nazwie Trzebieszów powstała w czerwcu 1945 na terenie tzw. Ziem Odzyskanych (tzw. III okręg administracyjny – Pomorze Zachodnie), jako jedna z 12 gmin zbiorowych, na które podzielono powiat kamieński. 28 czerwca 1946 gmina Trzebieszewo weszła w skład nowo utworzonego woj. szczecińskiego.
31 grudnia 1951 nazwę gromady Biskupin w gminie Trzebieszewo zmieniono na Łukęcin.
Według stanu z 1 lipca 1952 gmina składała się z 10 gromad: Borucin, Chrząstowo, Grabowo, Łukęcin (do 1951 Biskupin), Radawka, Strzeżewo, Trzebieszewo, Ugory, Wrzosowo i Żółcino. Gmina została zniesiona 29 września 1954 wraz z reformą wprowadzającą gromady w miejsce gmin. Jednostki nie przywrócono 1 stycznia 1973 wraz z kolejną reformą reaktywującą gminy, a jej dawny obszar wszedł głównie w skład nowej gminy Kamień Pomorski.